# Kanal III3b
Der Kanal III3b ist ein über weite Strecken künstlich angelegtes Fließgewässer im Gebiet des Kreises Viersen (NRW).

## Hydronymie und Synonyme
Der Kanal III3b wird oft auch als „Zweigkanal“, an seinem Oberlauf bis zur Einmündung der Willicher Fleuth, die gelegentlich in diesem Bereich auch Bruchflöth genannt wird, außerdem auch als „Hofflöth“ bezeichnet.

## Geographie

### Verlauf
Die Quelle des Kanals III3b liegt beim Mutschenweg in Willich-Neersen.

Von hier aus fließt er über Clörath und Hagen stets mehr oder weniger Richtung Nordwesten, bis er dann, etwas südwestlich von Oedt in die Niers mündet.

### Zuflüsse
- Willicher Fleuth (Flöthbach) (rechts)[2]
- Zweigkanal linker Arm (Kanal III C) (links)[2]

## Daten und Charakter
Der Kanal III3b hat eine Länge von gut 10 km und sein Einzugsgebiet ist knapp 82 km² groß.
Der Kanal III3b wird vom Ministerium für Klimaschutz, Umwelt, Landwirtschaft, Natur- und Verbraucherschutz des Landes Nordrhein-Westfalen als
Gewässer des Typs 19 (Kleines Niederungsfließgewässer in Fluss- und Stromtälern) eingestuft.
Seine Gewässergüte liegt in der Güteklasse II und ist damit relativ gut.

## Flora und Fauna
Der Kanal III3b fließt im relativ geringen Abstand von ca. 500 m an der Clörather Mühle vorbei.
Hier befand sich im Jahr 2010 einer der wenigen Nist- und Brutplätze von Weißstörchen im Gebiet des Kreises Viersen.